# Ингбайнегу, Ричард
Ричард Ингбайнегу или Ричард Банго (англ. Richard Igbineghu или англ. Richard Igbineghu, родился 21 апреля 1968 в Ибадане, Нигерия) — нигерийский боксёр-профессионал, выступающий в супертяжелой весовой категории. Серебряный призёр Летних Олимпийских игр 1992 года.
С началом профессиональной карьеры сменил фамилию с Игбинегу на Банго.
Боксировал с Николаем Валуевым и Александром Поветкиным.